# Scorpidiaceae
Die Scorpidiaceae sind eine Familie der Moos-Ordnung Hypnales.

## Merkmale
Die Pflanzen sind in der Regel mittelgroß bis groß, manchmal rötlich gefärbt. Die Stämmchen sind unregelmäßig oder regelmäßig verzweigt. Zentralstrang und Hyalodermis im Stämmchenquerschnitt können vorhanden sein oder fehlen. Die Blätter haben meist eine einfache Rippe und sind oft sichelförmig. Laminazellen sind linear und glatt. Die Seta ist länglich und glatt, die Kapsel meist geneigt bis horizontal, gekrümmt und (kurz-)zylindrisch, mit vollständigem Peristom. Die Arten sind diözisch oder autözisch.

## Vorkommen
Die Verbreitung umfasst die Nord- und Südhalbkugel und erstreckt sich auf feuchte oder nasse Lebensräume in den gemäßigten bis arktischen und subantarktischen sowie tropisch-montanen Bereichen.

## Systematik
Die Vertreter der Familie Scorpidiaceae waren bisher traditionell den Amblystegiaceae zugeordnet. Nach neueren Erkenntnissen, die auf molekularen Daten basieren, wurden von der Familie Amblystegiaceae die beiden Familien Calliergonaceae und Scorpidiaceae abgespalten.
Zur Familie Scorpidiaceae werden nunmehr 4 Gattungen mit 12 Arten gezählt:
- Hamatocaulis, 2 Arten auf der Nordhalbkugel
  - Hamatocaulis vernicosus (Firnisglänzendes Sichelmoos)
- Hygrohypnella, 3 Arten mit holarktischer Verbreitung
- Sanionia, 3 Arten
  - Sanionia uncinata
- Scorpidium, 4 Arten